# جخادبية
جُخادبية (الاسم العلمي Saga) جنس جنادب مفترسة من فصيلة القبوطيات. أنواعها نحو 15.